# Alagići (Kreševo, BiH)
Alagići su naseljeno mjesto u općini Kreševo, Federacija Bosne i Hercegovine, BiH.

## Stanovništvo

### 1991.
Nacionalni sastav stanovništva 1991. godine, bio je sljedeći:
ukupno: 229
- Hrvati - 210
- Jugoslaveni - 11
- ostali, neopredijeljeni i nepoznato - 8

### 2013.
Nacionalni sastav stanovništva 2013. godine, bio je sljedeći:
ukupno: 258
- Hrvati - 255
- Srbi - 1
- ostali, neopredijeljeni i nepoznato - 2

## Vanjske poveznice
- Satelitska snimka[neaktivna poveznica]